# Massimo Donati
Massimo Donati (San Vito al Tagliamento, 26 marzo 1981) è un allenatore di calcio ed ex calciatore italiano, di ruolo centrocampista, tecnico della Sampdoria.

## Biografia
È sposato con Luana Di Bella; la coppia ha tre figli: Michelle, Swami e Mathias.
Dall'agosto 2018 è opinionista e commentatore tecnico per la piattaforma web DAZN.

## Caratteristiche tecniche
Era bravo nel gioco aereo e ad impostare la manovra d'attacco e nel tiro dalla distanza.
Nella prima parte della stagione 2012-2013 col Palermo è stato impiegato da Gian Piero Gasperini nel ruolo di difensore centrale con compiti di manovra.
Nel 2001 è stato inserito nella lista dei migliori giovani calciatori stilata da Don Balón.

## Carriera

### Club

#### Inizi
Dopo aver fatto tutta la trafila nei settori giovanili del Sedegliano, dell'Ancona Udine e del Donatello Calcio viene acquisito dall'Atalanta, e, con Bortolo Mutti come allenatore, esordisce nel campionato di Serie B con la maglia nerazzurra nella stagione 1999-2000 e contribuisce alla promozione in Serie A degli orobici con 20 presenze e una rete. Debutta fra i professionisti in Cosenza-Atalanta (0-1) della prima giornata di campionato, tornando in campo per la seconda volta nel tredicesimo turno.

#### Atalanta, Milan, Parma, Torino e Sampdoria
Nel campionato successivo esordisce in Serie A in Atalanta-Lazio (2-2) della prima giornata; in questa stagione disputa in totale 26 partite segnando una rete.
Nell'estate del 2001 viene acquistato dal Milan. Con la maglia rossonera colleziona 17 presenze, quasi sempre da subentrato.
Nell'estate del 2002 viene mandato in prestito al Parma, con la quale realizza 7 presenze e un gol. A gennaio cambia di nuovo maglia, passando al Torino, sempre in massima serie, con il quale disputa 17 partite segnando 4 reti, retrocedendo in Serie B a fine stagione.
Nel 2003-2004 gioca con la maglia della Sampdoria, collezionando 19 presenze.

#### Messina e il ritorno all'Atalanta
Nell'estate del 2004 passa al Messina dove rimane due stagioni e gioca 67 partite mettendo a segno 2 reti contribuendo alla doppia salvezza della squadra siciliana guidata da Bortolo Mutti, che lo aveva allenato anche nelle giovanili dell'Atalanta.
Nell'estate del 2006, sempre in prestito dal Milan, torna all'Atalanta, totalizzando 32 presenze e una rete in Serie A.

#### Celtic
Il 29 giugno 2007 passa a titolo definitivo alla società scozzese del Celtic, in cambio di 4,5 milioni di euro. Durante la sua esperienza britannica è considerato l'uomo chiave del club di Glasgow. Sotto la guida tecnica dello scozzese Gordon Strachan gioca da titolare la Scottish Premier League. Con questa squadra ha pure l'opportunità di giocare in Champions League, e il 28 novembre 2007 segna il suo primo gol in carriera nella massima competizione continentale segnando a tempo scaduto al Celtic Park il gol che vale la vittoria della sua squadra nei confronti degli ucraini dello Shakhtar Donetsk (2-1). Il 26 agosto 2009 segna un altro gol europeo contro gli inglesi dell'Arsenal, che non è sufficiente alla squadra scozzese per centrare la qualificazione alla fase a gironi della Champions League 2009-2010. Con il Celtic vince il campionato 2007-2008 e Scottish League Cup 2008-2009.

#### Bari
Il 27 agosto 2009 passa a titolo definitivo al Bari, società con cui firma un quadriennale da 500.000 euro a stagione. Il costo del cartellino è stato di 1,2 milioni di euro. Il 20 settembre 2009 firma la sua prima rete con la maglia dei Galletti nell'incontro vinto per 4-1 sull'Atalanta, sua ex squadra.
Inizia la stagione 2010-2011 realizzando una rete contro la Juventus alla prima giornata di campionato, decisiva per la vittoria di misura per 1-0 della squadra pugliese. La stagione termina però con il Bari ultimo in classifica e con la conseguente retrocessione in Serie B.
Confermato per la stagione 2011-2012, grazie alla stima del nuovo allenatore Vincenzo Torrente diventa il giocatore più rappresentativo e capitano della formazione biancorossa.

#### Palermo
Il 19 gennaio 2012 viene ceduto a titolo definitivo al Palermo, in Serie A, firmando un contratto fino al 2014 a 700.000 euro annui. Il giorno seguente è stata pubblicata sul sito ufficiale del Bari una lettera di saluto e ringraziamento ai tifosi baresi e alla società. In Sicilia ritrova Mutti come allenatore, che lo schiera subito titolare facendolo esordire alla prima partita utile, ovvero Palermo-Genoa (5-3) della 19ª giornata di campionato giocata tre giorni dopo il suo arrivo. Realizza la prima rete col Palermo nella vittoria casalinga per 5-1 contro la Lazio del 19 febbraio e valida per la 24ª giornata, segnando il gol del 2-0 con un tiro da fuori area. Coi rosanero chiude la stagione dopo aver giocato 18 partite, tutte da titolare, saltando solamente la 31ª giornata per squalifica e l'ultima giornata per influenza; ha all'attivo anche una seconda rete, nella partita vinta per 3-1 in trasferta contro il Bologna alla 30ª giornata di campionato.
In Atalanta-Palermo (1-0) della quarta giornata del campionato 2012-2013, disputata il 23 settembre 2012, indossa per la prima volta la fascia di capitano del Palermo dato che Fabrizio Miccoli non era fra i titolari. È stato il vice capitano fino a metà stagione, quando poi il ruolo è stato preso da Édgar Barreto. Sotto la guida tecnica di Gian Piero Gasperini è stato utilizzato quasi esclusivamente come difensore centrale col compito di impostare la manovra, e mai da centrale di centrocampo; veniva piuttosto utilizzato come riserva. Conscio del ruolo, lo ha accettato anche a seguito del calciomercato invernale che ha portato in rosa dei centrocampisti. Col ritorno di Giuseppe Sannino sulla panchina della squadra, dopo l'esonero di inizio annata, gioca inizialmente a centrocampo per poi apparire anche nel reparto difensivo della squadra. La stagione si conclude con la retrocessione dei rosanero, sancita il 12 maggio 2013 dalla sconfitta esterna per 1-0 contro la Fiorentina della 37ª giornata. Chiude l'annata con 28 presenze in campionato e 2 in Coppa Italia.

#### Hellas Verona e ritorno al Bari
Il 20 giugno 2013, seppur il calciomercato debba ancora iniziare, passa a titolo definitivo al Verona, accordo da formalizzare dopo le visite mediche. Cinque giorni dopo anche la società scaligera conferma l'accordo, sottoscrivendo col giocatore un contratto biennale.
Esordisce con la maglia gialloblu il 17 agosto seguente, durante la partita di Coppa Italia, proprio contro il Palermo, nella partita vinta per 1-0 in trasferta. Il 19 aprile 2014 realizza il primo gol in maglia gialloblu, in Atalanta-Hellas Verona (1-2), nella 20ª e ultima apparizione in campionato: nel corso della successiva settimana, infatti, ha riportato una lesione distrattiva del bicipite femorale destro con tempi di recupero indicati in un mese.
Il 26 agosto seguente si trasferisce a titolo definitivo in Serie B al Bari, già sua squadra dal 2009 al 2012. Esordisce alla prima partita di campionato vinta per 2-0 contro la Virtus Entella. Segna la sua prima rete in campionato il 13 settembre nella partita pareggiata per 1-1 con il Frosinone. Gioca 35 partite di campionato piazzandosi 1º nella Top 15 dei difensori di Serie B secondo una classifica stilata dalla Lega Serie B.

#### Hamilton Academical
Terminato il suo rapporto col Bari, il 19 luglio 2016 firma un contratto con l'Hamilton Academical tornando così dopo sette anni nella Premier League scozzese. Esordisce con la nuova maglia il 23 luglio seguente nel match di Coppa di Lega contro il St. Mirren (vinto per 3-0). Nel novembre 2016 prolunga il proprio contratto con il club siglando un accordo fino al 30 giugno 2019.
Il 29 gennaio 2018 dopo 41 presenze e 2 reti con la maglia del club dell'omonima cittadina scozzese si ritira dal calcio giocato e assume il ruolo di allenatore della giovanile dell'Hamilton Academical.

#### St. Mirren
Appena un mese dopo aver deciso di ritirarsi dal calcio giocato, Donati torna sui propri passi, siglando un contratto fino al termine della stagione con il St. Mirren, club scozzese di Scottish Championship. Fa il suo esordio con la maglia bianconera il 17 aprile alla terz'ultima giornata di campionato, giocando tutti i 90 minuti nella sconfitta interna per 2-1 contro il Falkirk. Al termine della stagione, si laurea così campione della seconda serie scozzese insieme al resto della squadra e decide di ritirarsi definitivamente dal calcio giocato.

### Nazionale
Ha debuttato nelle nazionali giovanili italiane nel 1998, vestendo per 9 volte la maglia dell'Under-16 con un gol all'attivo. Nel 1999-2000 gioca 7 partite con l'Under-18. Nello stesso anno, dopo una partita con l'Under-20, inizia a giocare con l'Under-21, con cui colleziona 26 presenze e una rete tra il 1998 e il 2004. Fa parte della spedizione azzurra agli Europei Under-21 del 2002.

### Allenatore

#### Gli inizi e Sambenedettese
Poco tempo dopo il suo ritiro dal calcio giocato, nel 2019 Donati decide di intraprendere la carriera da allenatore, affiancando da vice Angelo Alessio prima, e Alex Dyer poi, sulla panchina del Kilmarnock.
Nel giugno del 2021, Donati viene ingaggiato dalla Sambenedettese, che però viene esclusa dalla Serie C solo il mese seguente, a causa delle gravi problematiche finanziarie; l'allenatore torna così a lavorare per DAZN, di cui nel frattempo era diventato un commentatore tecnico fin dal 2018. Nel mese di settembre, il TAR riammette il club in Serie D, e Donati torna così sulla panchina marchigiana, accettando seppur la rosa venga ricostruita praticamente da zero ed in netto ritardo rispetto alle altre compagini. Il 31 ottobre, dopo la sconfitta esterna per 3-1 sul campo del Vastogirardi e con la squadra terzultima in classifica, l'allenatore viene sollevato dall'incarico.

#### Legnago Salus
Il 16 giugno 2022, dopo un altro periodo di collaborazione con DAZN, Donati viene ufficialmente ingaggiato come nuovo allenatore del Legnago, appena retrocesso in Serie D; sotto la sua guida, la squadra vince il girone C con una giornata d'anticipo, ottenendo così una nuova promozione fra i professionisti dopo un solo anno.
Confermato per la stagione 2023-2024, Donati guida la squadra lungo un'annata al di sopra delle aspettative della società, conclusa con il sesto posto finale in campionato (miglior piazzamento di sempre nella storia del club), il record stagionale di imbattibilità tra tutti i campionati professionistici italiani e il raggiungimento dei play-off, da cui il club veneto viene eliminato al secondo turno, per mano dell'Atalanta U23, qualificatasi grazie al miglior piazzamento ottenuto in classifica al termine della stagione regolare.

#### Athens Kallithea
Il 12 giugno 2024, Donati viene annunciato come nuovo tecnico dell'Athens Kallithea, club neopromosso nella massima serie greca. Il 13 dicembre seguente, viene esonerato dalla squadra ellenica, avendo collezionato otto pareggi e sei sconfitte in 14 partite di campionato.

#### Sampdoria
Il 13 luglio 2025 torna dopo 21 anni alla Sampdoria, in Serie B.

## Statistiche

### Presenze e reti nei club
Statistiche aggiornate al 19 marzo 2017.
| Stagione              | Squadra               | Campionato            | Campionato | Campionato | Coppe nazionali | Coppe nazionali | Coppe nazionali | Coppe continentali | Coppe continentali | Coppe continentali | Altre coppe | Altre coppe | Altre coppe | Totale | Totale |
| Stagione              | Squadra               | Comp                  | Pres       | Reti       | Comp            | Pres            | Reti            | Comp               | Pres               | Reti               | Comp        | Pres        | Reti        | Pres   | Reti   |
| --------------------- | --------------------- | --------------------- | ---------- | ---------- | --------------- | --------------- | --------------- | ------------------ | ------------------ | ------------------ | ----------- | ----------- | ----------- | ------ | ------ |
| 1999-2000             | Atalanta              | B                     | 20         | 1          | CI              | 5               | 0               | -                  | -                  | -                  | -           | -           | -           | 25     | 1      |
| 2000-2001             | Atalanta              | A                     | 26         | 1          | CI              | 7               | 1               | -                  | -                  | -                  | -           | -           | -           | 33     | 2      |
| 2001-2002             | Milan                 | A                     | 17         | 0          | CI              | 4               | 0               | CU                 | 7                  | 0                  | -           | -           | -           | 28     | 0      |
| 2002-gen. 2003        | Parma                 | A                     | 7          | 1          | CI              | 2               | 0               | CU                 | 3                  | 1                  | -           | -           | -           | 12     | 2      |
| gen.-giu. 2003        | Torino                | A                     | 17         | 4          | CI              | -               | -               | -                  | -                  | -                  | -           | -           | -           | 17     | 4      |
| 2003-2004             | Sampdoria             | A                     | 19         | 0          | CI              | 4               | 0               | -                  | -                  | -                  | -           | -           | -           | 23     | 0      |
| 2004-2005             | Messina               | A                     | 34         | 1          | CI              | 4               | 0               | -                  | -                  | -                  | -           | -           | -           | 38     | 1      |
| 2005-2006             | Messina               | A                     | 33         | 1          | CI              | 0               | 0               | -                  | -                  | -                  | -           | -           | -           | 33     | 1      |
| Totale Messina        | Totale Messina        | Totale Messina        | 67         | 2          |                 | 4               | 0               |                    | 0                  | 0                  |             | -           | -           | 71     | 2      |
| 2006-2007             | Atalanta              | A                     | 32         | 1          | CI              | 2               | 1               | -                  | -                  | -                  | -           | -           | -           | 34     | 2      |
| Totale Atalanta       | Totale Atalanta       | Totale Atalanta       | 78         | 3          |                 | 14              | 2               |                    | 0                  | 0                  |             | -           | -           | 92     | 5      |
| 2007-2008             | Celtic                | PL                    | 25         | 3          | CS+CdL          | 0               | 0               | UCL                | 10                 | 1                  | -           | -           | -           | 35     | 4      |
| 2008-2009             | Celtic                | PL                    | 4          | 0          | CS+CdL          | 0+1             | 0               | UCL                | 1                  | 0                  | -           | -           | -           | 6      | 0      |
| lug.-ago. 2009        | Celtic                | PL                    | 2          | 0          | CS+CdL          | 0               | 0               | UCL                | 4                  | 1                  | -           | -           | -           | 6      | 1      |
| Totale Celtic         | Totale Celtic         | Totale Celtic         | 31         | 3          |                 | 1               | 0               |                    | 15                 | 2                  |             | -           | -           | 47     | 5      |
| 2009-2010             | Bari                  | A                     | 32         | 1          | CI              | -               | -               | -                  | -                  | -                  | -           | -           | -           | 32     | 1      |
| 2010-2011             | Bari                  | A                     | 31         | 1          | CI              | 1               | 0               | -                  | -                  | -                  | -           | -           | -           | 32     | 1      |
| 2011-gen. 2012        | Bari                  | B                     | 19         | 2          | CI              | 3               | 1               | -                  | -                  | -                  | -           | -           | -           | 22     | 3      |
| Totale Bari           | Totale Bari           | Totale Bari           | 82         | 4          |                 | 4               | 1               |                    | -                  | -                  |             | -           | -           | 86     | 5      |
| gen.-giu. 2012        | Palermo               | A                     | 18         | 2          | CI              | -               | -               | UEL                | -                  | -                  | -           | -           | -           | 18     | 2      |
| 2012-2013             | Palermo               | A                     | 28         | 0          | CI              | 2               | 0               | -                  | -                  | -                  | -           | -           | -           | 30     | 0      |
| Totale Palermo        | Totale Palermo        | Totale Palermo        | 46         | 2          |                 | 2               | 0               |                    | -                  | -                  |             | -           | -           | 48     | 2      |
| 2013-2014             | Hellas Verona         | A                     | 20         | 1          | CI              | 2               | 0               | -                  | -                  | -                  | -           | -           | -           | 22     | 1      |
| 2014-2015             | Bari                  | B                     | 35         | 2          | CI              | -               | -               | -                  | -                  | -                  | -           | -           | -           | 35     | 2      |
| 2015-2016             | Bari                  | B                     | 16         | 1          | CI              | 1               | 0               | -                  | -                  | -                  | -           | -           | -           | 12     | 1      |
| 2016-2017             | Hamilton Acad.        | PL                    | 31         | 2          | CS+CdL          | 4+4             | 0+1             | -                  | -                  | -                  | -           | -           | -           | 39     | 3      |
| 2017-feb. 2018        | Hamilton Acad.        | PL                    | 10         | 0          | CS+CdL          | 1+2             | 0+1             | -                  | -                  | -                  | -           | -           | -           | 13     | 1      |
| Totale Hamilton Acad. | Totale Hamilton Acad. | Totale Hamilton Acad. | 41         | 2          |                 | 11              | 2               |                    | -                  | -                  |             | -           | -           | 52     | 4      |
| feb.-giu. 2018        | St. Mirren            | SC                    | 1          | 0          | CS+CdL          | -               | -               | -                  | -                  | -                  | SCC         | -           | -           | 1      | 0      |
| Totale carriera       | Totale carriera       | Totale carriera       | 450        | 24         |                 | 45              | 4               |                    | 25                 | 3                  |             | -           | -           | 520    | 31     |

### Statistiche da allenatore
Statistiche aggiornate al 13 dicembre 2024. In grassetto le competizioni vinte.
| Stagione        | Squadra          | Campionato      | Campionato | Campionato | Campionato | Campionato | Coppe nazionali | Coppe nazionali | Coppe nazionali | Coppe nazionali | Coppe nazionali | Coppe continentali | Coppe continentali | Coppe continentali | Coppe continentali | Coppe continentali | Altre coppe | Altre coppe | Altre coppe | Altre coppe | Altre coppe | Totale | Totale | Totale | Totale | % Vittorie | Piazzamento |
| Stagione        | Squadra          | Comp            | G          | V          | N          | P          | Comp            | G               | V               | N               | P               | Comp               | G                  | V                  | N                  | P                  | Comp        | G           | V           | N           | P           | G      | V      | N      | P      | %          | Piazzamento |
| --------------- | ---------------- | --------------- | ---------- | ---------- | ---------- | ---------- | --------------- | --------------- | --------------- | --------------- | --------------- | ------------------ | ------------------ | ------------------ | ------------------ | ------------------ | ----------- | ----------- | ----------- | ----------- | ----------- | ------ | ------ | ------ | ------ | ---------- | ----------- |
| ago.-ott. 2021  | Sambenedettese   | D               | 7          | 1          | 1          | 5          | CI-D            | 1               | 0               | 1               | 0               | -                  | -                  | -                  | -                  | -                  | -           | -           | -           | -           | -           | 8      | 1      | 2      | 5      | 12,50      | Eson.       |
| 2022-2023       | Legnago          | D               | 34+2       | 17         | 9          | 8+2        | CI-D            | 3               | 1               | 1               | 1               | -                  | -                  | -                  | -                  | -                  | -           | -           | -           | -           | -           | 39     | 18     | 10     | 11     | 46,15      | 1º (prom.)  |
| 2023-2024       | Legnago          | C               | 38+2       | 13+1       | 17+1       | 8          | CI-C            | 1               | 0               | 0               | 1               | -                  | -                  | -                  | -                  | -                  | -           | -           | -           | -           | -           | 41     | 14     | 18     | 9      | 34,15      | 6º          |
| Totale Legnago  | Totale Legnago   | Totale Legnago  | 76         | 31         | 27         | 18         |                 | 4               | 1               | 1               | 2               |                    | -                  | -                  | -                  | -                  |             |             |             |             |             | 80     | 32     | 28     | 20     | 40,00      |             |
| lug.-dic. 2024  | Athens Kallithea | SL              | 14         | 0          | 8          | 6          | CG              | 3               | 0               | 2               | 1               | -                  | -                  | -                  | -                  | -                  | -           | -           | -           | -           | -           | 17     | 0      | 10     | 7      | &0,00      | Eson.       |
| 2025-2026       | Sampdoria        | B               | 0          | 0          | 0          | 0          | CI              | 1               | 0               | 1               | 0               | -                  | -                  | -                  | -                  | -                  | -           | -           | -           | -           | -           | 1      | 0      | 1      | 0      | &0,00      | in corso    |
| Totale carriera | Totale carriera  | Totale carriera | 97         | 32         | 36         | 29         |                 | 9               | 1               | 5               | 3               |                    | -                  | -                  | -                  | -                  |             | -           | -           | -           | -           | 106    | 33     | 41     | 32     | 31,13      |             |

## Palmarès

### Giocatore

#### Competizioni nazionali
- Campionato scozzese: 1

Celtic: 2007-2008
- Scottish League Cup: 1

Celtic: 2008-2009
- Scottish Championship: 1

St. Mirren: 2017-2018

### Allenatore

#### Competizioni interregionali
- Serie D: 1

Legnago: 2022-2023 (girone C)